# Tento měsíc menstruuji
Tento měsíc menstruuji je název kampaně a výstavy organizované Gender Studies o. p. s. konané od roku 2004, která byla zaměřena proti tabuizování menstruace. Výstavu pořádala společnost Gallery Art Factory v březnu 2005 v Praze a v listopadu téhož roku v Brně.